# Sint-Pietersburcht (halte)
Sint-Pietersburcht is een halte langs spoorlijn 52 tussen Puurs en Oppuurs, op grondgebied van de gemeente Puurs-Sint-Amands. De halte is vernoemd naar de gelijknamige Sint-Pietersburcht en wordt tijdens ritdagen bediend door de stoomtrein Dendermonde-Puurs.

## Geschiedenis
De stoomtrein Dendermonde-Puurs begon begin 2023 met de aanleg van de halte, met financiering van de gemeente Puurs-Sint-Amands. Op 23 juni 2024 werd de halte feestelijk geopend. Hierdoor is Sint-Pietersbucht een van de jongste haltes aan spoorlijn 52. 

## Voorzieningen
Sint-Pietersburcht ligt aan een stuk enkelspoor en heeft een laag perron. Het perron heeft verhard fijn grind en keerwanden van herbruikte dwarsliggers. Tussen de halte en de Sint-Pietersburcht is een verharde weg.